# Mauroux (Gers)
Mauroux is een gemeente in het Franse departement Gers (regio Occitanie) en telt 135 inwoners (2004). De plaats maakt deel uit van het arrondissement Condom.

## Geografie
De oppervlakte van Mauroux bedraagt 10,4 km², de bevolkingsdichtheid is 13,0 inwoners per km².
De onderstaande kaart toont de ligging van Mauroux (Gers) met de belangrijkste infrastructuur en aangrenzende gemeenten.

## Demografie
Onderstaande figuur toont het verloop van het inwonertal (bron: INSEE-tellingen).

1. ↑  Populations de référence 2022.